# Ödeberg

Ödeberg är ruinerna av ett torp beläget i närheten av Kypesjön i Borås kommun.
Torpet var bebott kring förra sekelskiftet och på platsen finns lämningar efter bostadshus, ladugårdsgrund och en jordkällare. I landskapet syns även spåren av odlingsterrasser.